# Alexandru Ioan Cuza
Alexandru Ioan Cuza (Phiên âm: [alekˈsandru iˈo̯aŋ ˈkuza], hay Alexandru Ioan I, cũng được Anh hóa thành Alexander John Cuza; 20 tháng 3 năm 1820 – 15 tháng 5 năm 1873) là vị quân chủ đầu tiên trị vì của các Thân vương quốc Romania. Thông qua cuộc bầu cử kép vào năm 1859, ông trở thành Thân vương xứ Moldavia (5 tháng 1 năm 1859) và Thân vương xứ Wallachia (24 tháng 1 năm 1859). Ông là một nhân vật nổi bật của Cách mạng Moldavia năm 1848. Sau khi nắm quyền thân vương của 2 nhà nước, ông đã khởi xướng một loạt các cải cách góp phần vào quá trình hiện đại hóa xã hội Romania và các cấu trúc nhà nước.
Với tư cách là người cai trị các Thân vương quốc Romania, ông đã thực hiện một loạt các hoạt động chính trị và vận động ngoại giao để Moldavia và Wallachia đạt được sự thống nhất về mặt hiến pháp và hành chính vào năm 1862, khi các Thân vương quốc Romania chính thức thông qua tên gọi mới là Thân vương quốc Liên hiệp Romania với một Quốc hội và chính phủ duy nhất, thủ đô đặt tại Bucharest.
Các chính sách cải cách của Alexandru đã khiến một liên minh lớn gồm những người bảo thủ và những người theo chủ nghĩa tự do cấp tiến xa lánh, phần lớn là chủ đất và chủ doanh nghiệp. Vào ngày 22 tháng 2 năm 1866, ông buộc phải thoái vị và rời khỏi đất nước. Ngày nay, ông thường được coi là một trong những người sáng lập ra nhà nước Romania hiện đại và là anh hùng dân tộc của Romania.

## Cuộc sống đầu đời
Alexandru sinh ra tại Bârlad, ông thuộc tầng lớp Boyar truyền thống ở Moldavia, con trai của Ispravnic Ioan Cuza (cũng là một chủ đất ở Huyện Fălciu) và vợ là Sultana (hay Soltana), một thành viên của gia tộc Cozadini có nguồn gốc Phanariots và Genova. Alexander đã nhận được nền giáo dục châu Âu tại Jassy, Pavia, Bologna và Athens; sau một thời gian ngắn phục vụ trong quân đội, ông cũng đi du học tại Paris từ năm 1837 đến năm 1840. Ông trở thành sĩ quan trong Quân đội Moldavia và lên đến cấp bậc đại tá. Ông kết hôn với Elena Rosetti vào năm 1844. Trong các cuộc Cách mạng 1848, Moldavia và Wallachia đã nổi loạn. Tình trạng bất ổn của Moldavia đã nhanh chóng bị dập tắt, nhưng ở Wallachia, những người cách mạng đã nắm quyền khống chế lãnh thổ trong suốt mùa hè. Alexandru trẻ tuổi đã đóng một vai trò đủ nổi bật để thiết lập các thông tin xác thực về chủ nghĩa tự do của mình. Ông bị đưa đến Viên của Đế quốc Áo với tư cách là tù nhân, nơi ông trốn thoát với sự hỗ trợ của người Anh.
Trở về dưới thời trị vì của Thân vương Grigore Alexandru Ghica, ông trở thành bộ trưởng chiến tranh của Moldavia vào năm 1858; ông cũng đại diện cho Galați trong Ad hoc Divan (Hội đồng lập pháp) ở Iași. Alexandru đã hành động tự do theo sự bảo đảm của các cường quốc châu Âu vào đêm trước Chiến tranh Krym để được công nhận là một Thân vương xứ Moldavia. Ông là một diễn giả nổi bật trong các cuộc tranh luận và ủng hộ mạnh mẽ việc hợp nhất Moldavia và Wallachia. Do không có một Thân vương nước ngoài nào được đề cử cho chức vị này, Alexandru được đề cử làm ứng cử viên ở cả hai Thân vương quốc bởi Partida Națională (lợi dụng sự mơ hồ trong văn bản của Hiệp ước Paris năm 1856). Ông cuối cùng được bầu làm Thân vương xứ Moldavia vào ngày 17 tháng 1 năm 1859 (ngày 5 tháng 1 Lịch Julius) và sau khi "áp lực được tạo ra bởi các cuộc biểu tình" đã thay đổi phiếu bầu ở Bucharest, vì thế ông cũng trở thành Thân vương xứ Wallachia, vào ngày 5 tháng 2 năm 1859 (ngày 24 tháng 1 Lịch Julius), về cơ bản đã thống nhất cả hai Thân vương quốc. Ông đã nhận được firman từ Sultan Ottoman vào ngày 2 tháng 12 năm 1861 trong chuyến thăm Istanbul. Trên cơ bản, các nhà nước ở vùng Balkan lúc bấy giờ vẫn là chư hầu của Đế quốc Ottoman, nên cần được sự công nhận của các Sultan thì mới hợp thức hoá ngôi vị thân vương của mình. Ông đã nhận được Huân chương Medjidie, Huân chương Osmanieh, Huân chương Thánh Maurice và Lazarus, và Huân chương Đấng cứu thế.
Mặc dù ông và vợ Elena Rosetti không có con, nhưng bà đã nuôi dạy hai người con trai của ông với người tình là Elena Maria Catargiu-Obrenović như con ruột của mình: Alexandru Al. Ioan Cuza (1864–1889), và Dimitrie Cuza (1865–1888 tự tử).

## Trị vì

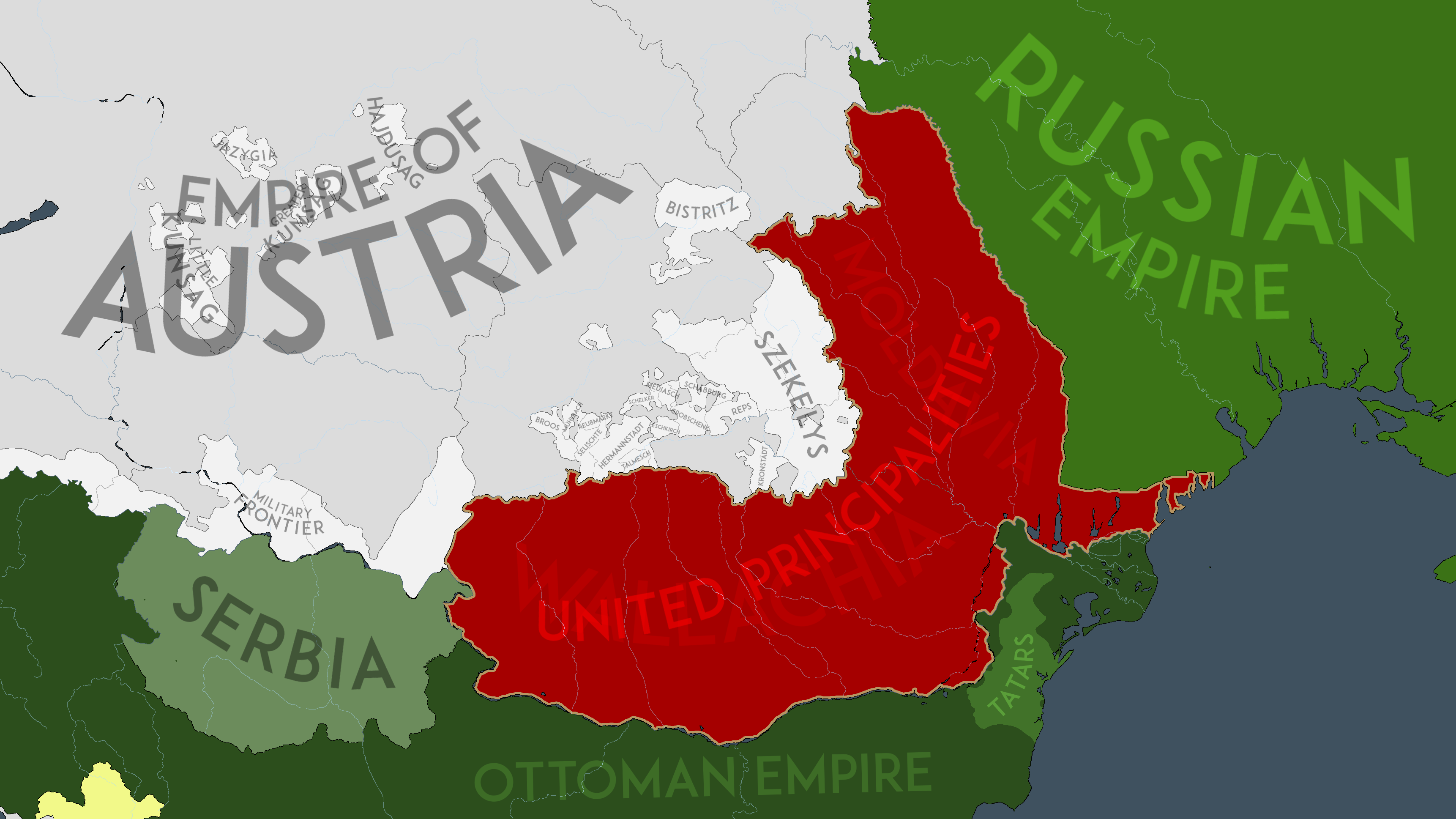
Lãnh thổ Carpatho-Danubian-Pontic vào năm 1859, sau cuộc bầu cử kép, Alexandru Ioan Cuza trở thành thân vương của Moldavia và Wallachia.

### Nỗ lực ngoại giao
Hoàng thân Alexandru Ioan Cuza đã đạt được sự thống nhất trên thực tế giữa hai thân vương quốc. Các cường quốc đã quay trở lại, Hoàng đế Napoleon III của Pháp vẫn ủng hộ, trong khi Đế chế Áo đã không chấp thuận sự thống nhất như vậy tại Đại hội Paris (ngày 18 tháng 10 năm 1858); một phần là do thẩm quyền của Cuza trong 2 thân vương quốc vẫn chưa được quốc gia chủ quản trên danh nghĩa của nó là Đế chế Ottoman công nhận, đến ngày 23 tháng 12 năm 1861 thì Sultan của Ottoman là Abdül Aziz mới thông qua.  Ngay cả khi đó, sự thống nhất chỉ được chấp nhận trong thời gian cai trị của Cuza.
Sự thống nhất được chính thức tuyên bố 3 năm sau đó, vào ngày 5 tháng 2 năm 1862 (ngày 24 tháng 1 Julian), quốc gia mới mang tên Romania, với thủ đô là Bucharest.
Cuza đã thực hiện các hành động ngoại giao của mình để giành được thêm nhiều nhượng bộ từ các cường quốc: sự chấp thuận của Sultan Ottoman đối với một quốc hội và nội các duy nhất trong suốt cuộc đời trị vì của Cuza. Do đó, ông được coi là hiện thân chính trị của một Romania thống nhất.

### Cải cách

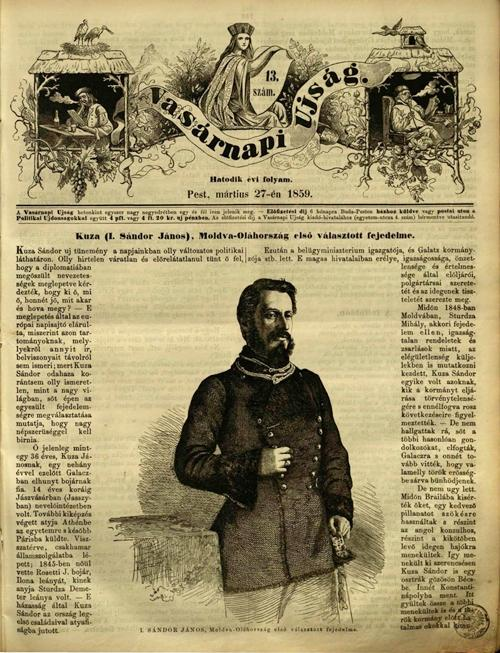
Báo Hungary Vasárnapi Ujság bình luận "với sự cảm thông và tôn trọng" (Carol C. Koka) Cuộc bầu cử kép của Cuza ở Moldavia và Wallachia

Được sự hỗ trợ của cố vấn Mihail Kogălniceanu, một nhà lãnh đạo của cuộc cách mạng năm 1848, Cuza đã khởi xướng một loạt các cải cách góp phần vào quá trình hiện đại hóa xã hội Romania và các cấu trúc nhà nước.
Hành động đầu tiên của ông là giải quyết nhu cầu tăng nguồn tài nguyên đất đai và doanh thu dành cho nhà nước, bằng cách quốc hữu hóa các điền trang tu viện vào năm 1863. Có lẽ hơn một phần tư đất nông nghiệp của Romania do các "tu viện" Chính thống giáo Đông phương không phải đóng thuế kiểm soát, nguồn thu được quyên góp cho các thầy tu Hy Lạp và nước ngoài khác tại các đền thờ như Núi Athos và Jerusalem, gây ra sự cạn kiệt đáng kể cho doanh thu của nhà nước. Cuza đã nhận được sự ủng hộ của quốc hội để tịch thu những điền trang này.
Trong quá trình thế tục hóa Metochion Antiochian ở Bucharest, Cuza đã trục xuất những người ủng hộ mình là Ioannikios xứ Palmyra và bắt giữ người đứng đầu Seraphim, sau này là Irenopolis ở Isauria. Ông đã đề nghị bồi thường cho Giáo hội Chính thống giáo Hy Lạp, nhưng [[Sophronius IV xứ Alexandria|Sophronius III[[, Thượng phụ Constantinople, đã từ chối đàm phán; sau nhiều năm, chính phủ Romania đã rút lại lời đề nghị của mình và không có khoản bồi thường nào được trả. Do đó, doanh thu của nhà nước tăng lên mà không tăng thêm bất kỳ gánh nặng thuế trong nước nào. Cải cách ruộng đất, giải phóng nông dân khỏi những cuộc lao dịch, và phân phối lại một số đất đai (1864), đã không thành công. Trong nỗ lực tạo ra một cơ sở hỗ trợ vững chắc trong số những người nông dân, Cuza sớm thấy mình xung đột với nhóm Bảo thủ. Một dự luật tự do cấp cho nông dân quyền sở hữu đất đai mà họ đang canh tác đã thất bại. Sau đó, Đảng Bảo thủ đã đáp trả bằng một dự luật chấm dứt mọi khoản phí và trách nhiệm của nông dân, nhưng trao cho chủ đất quyền sở hữu toàn bộ đất đai. Cuza phủ quyết dự luật, sau đó tổ chức một cuộc trưng cầu dân ý để sửa đổi Công ước Paris (hiến pháp ảo), theo cách của Hoàng đế Napoleon III.

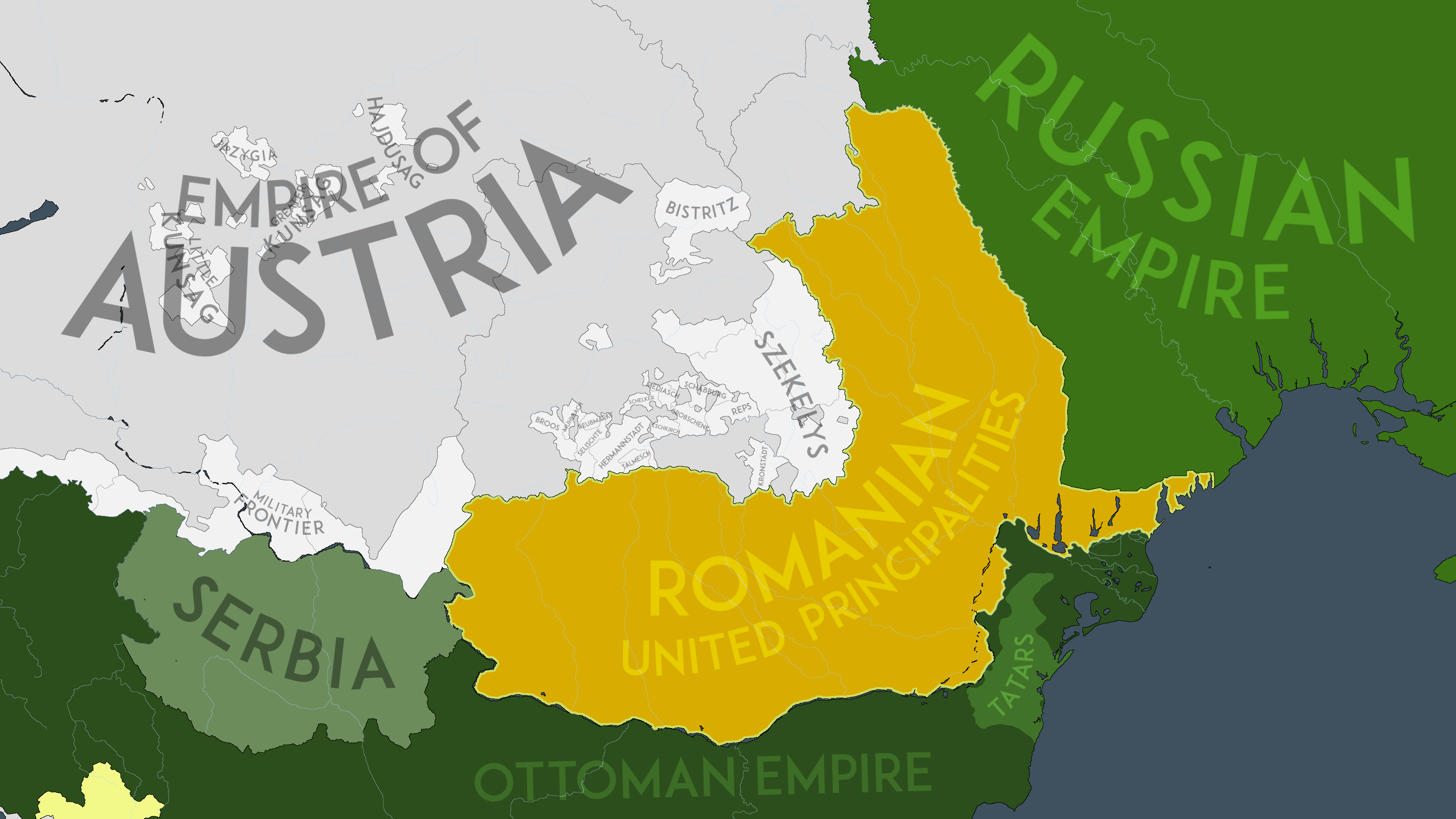
Lãnh thổ Carpatho-Danubia-Pontic vào năm 1862, sau khi Alexandru Ioan Cuza sáp nhập các Thân vương quốc Wallachia và Moldavia thành một quốc gia thống nhất.

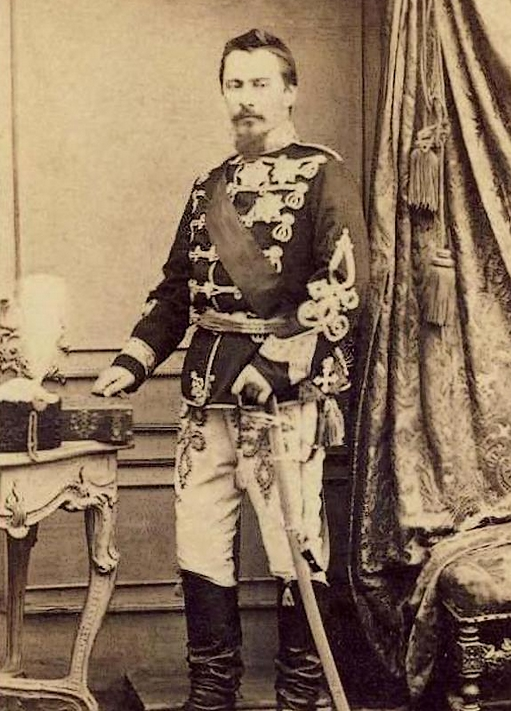
Chân dung chính thức của Alexandru Ioan Cuza

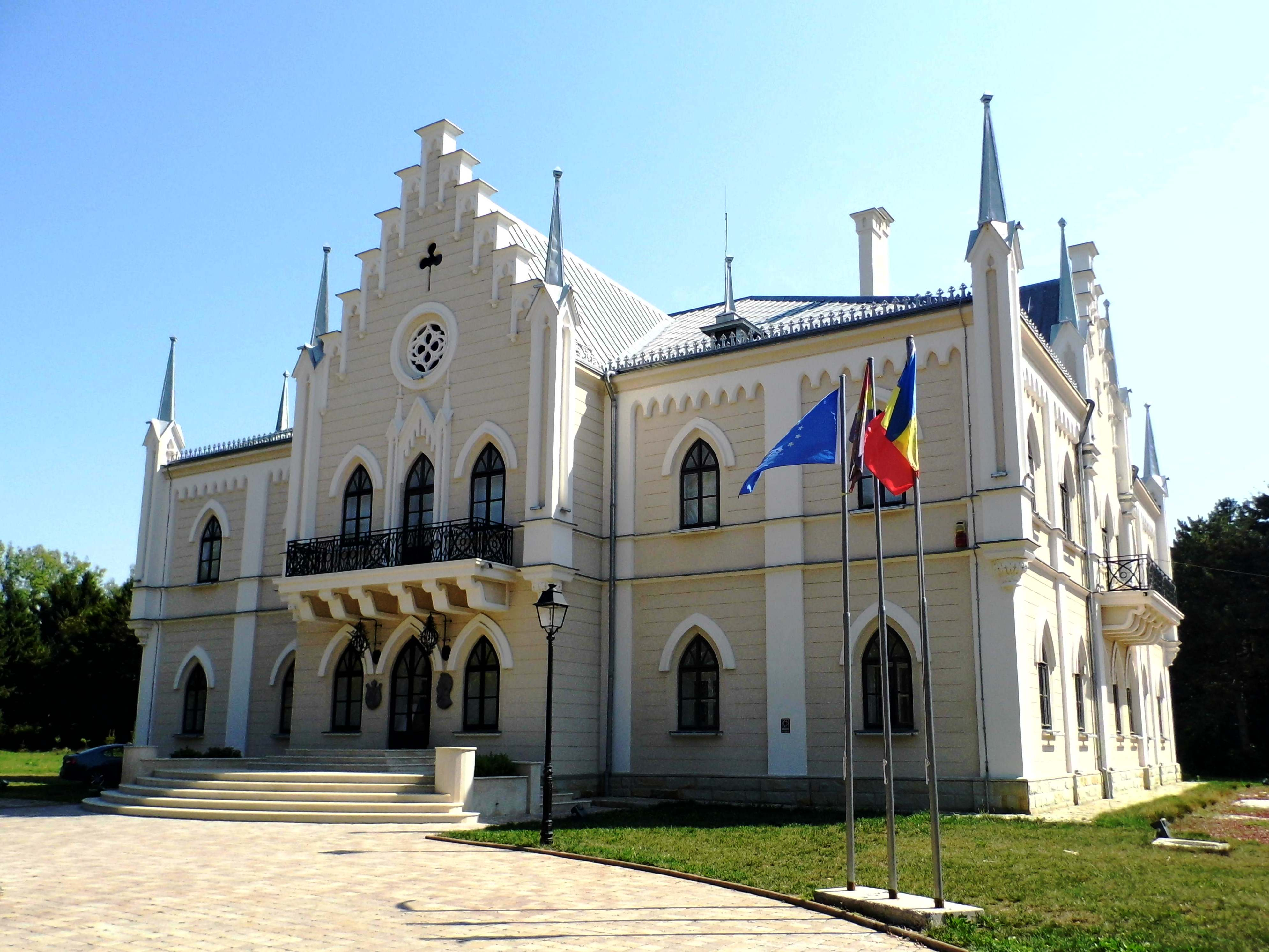
Al.I. Nơi ở của gia đình Cuza ở Ruginoasa

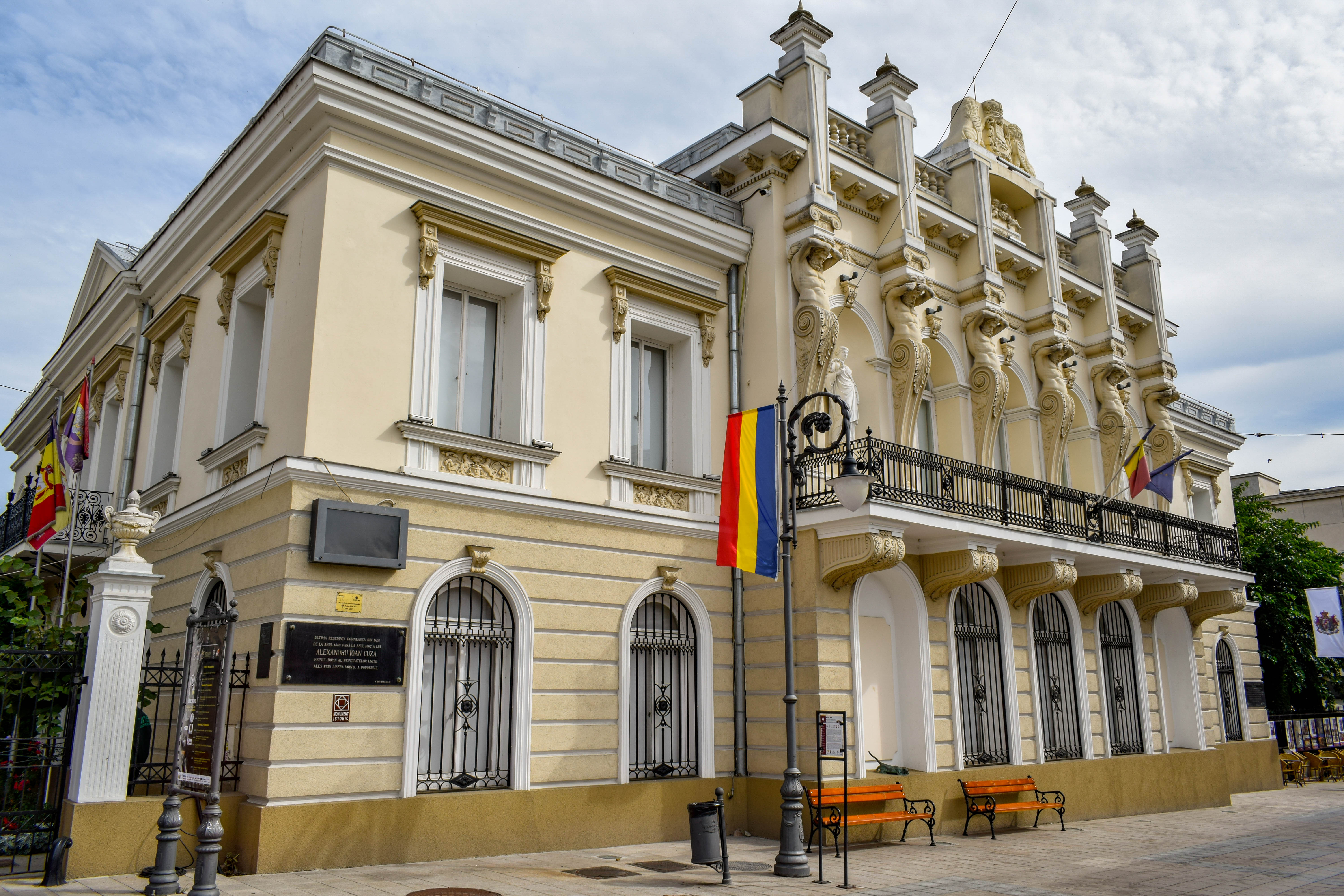
Nơi cư trú của Thân vương Cuza tại Iași, một trong hai thủ đô của Thân vương quốc Thống nhất từ năm 1859 đến năm 1862

Kế hoạch của ông nhằm thiết lập quyền bầu cử phổ thông của nam giới, cùng với quyền cai trị bằng sắc lệnh của Thân vương, đã được thông qua với số phiếu 682.621/1.307. Đây là một giải pháp không hoàn hảo, vẫn phục vụ cho những người giàu có và sẽ được bổ sung vào bản sửa đổi hiến pháp vào năm 1866 sau khi ông thoái vị. Do đó, ông đã cai trị đất nước theo các điều khoản của Statutul dezvoltător al Convenției de la Paris ("Quy chế mở rộng Công ước Paris"), một luật cơ hữu được thông qua vào ngày 15 tháng 7 năm 1864. Với quyền hạn toàn diện mới của mình, Cuza sau đó đã ban hành Luật Nông nghiệp năm 1863. Nông dân được cấp quyền sở hữu đất đai mà họ canh tác, trong khi địa chủ vẫn giữ quyền sở hữu một phần ba. Khi không có đủ đất đai để tạo ra các trang trại có thể canh tác theo công thức này, đất của nhà nước (từ các tu viện bị tịch thu) sẽ được sử dụng để bồi thường cho chủ đất.
Bất chấp những nỗ lực của nội các Lascăr Catargiu nhằm buộc phải chuyển đổi trong đó một số chế độ lao dịch vẫn được duy trì, cải cách của Cuza đã đánh dấu sự biến mất của tầng lớp quý tộc như một nhóm đặc quyền, và dẫn đến việc chuyển hướng vào chủ nghĩa tư bản và công nghiệp hóa; tuy nhiên, cùng lúc đó, đất đai được phân phối vẫn còn dưới mức cần thiết và vấn đề trở nên nghiêm trọng hơn trong những thập kỷ tiếp theo - khi những người nông dân rơi vào cảnh bần cùng đã bán đất của họ hoặc thấy rằng đất đai không đủ cho nhu cầu của gia đình đang ngày một đông đúc của họ.
Các cải cách của Cuza cũng bao gồm việc thông qua Bộ luật Hình sự và Bộ luật Dân sự dựa trên Bộ luật Napoléon (1864), Luật Giáo dục, thiết lập nền giáo dục công lập bắt buộc, miễn học phí cho các trường tiểu học (1864; tuy nhiên, hệ thống này đã phải chịu sự thiếu hụt nghiêm trọng về nguồn quỹ được phân bổ; nạn mù chữ đã được xóa bỏ khoảng 100 năm sau đó, trong thời kỳ chế độ cộng sản). Ông thành lập Đại học Iași (1860) và Đại học Bucharest (1864), và giúp phát triển Quân đội Romania hiện đại theo phong cách châu Âu, thông qua các mối quan hệ với Đệ Nhị Đế chế Pháp. Ông là người sáng lập Lực lượng Hải quân Romania.

## Sụp đổ và Lưu vong

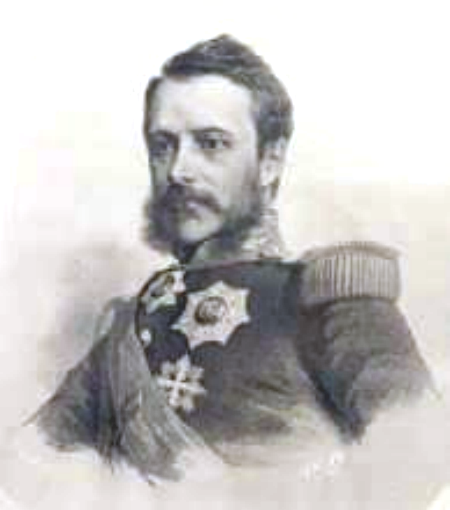
Cuza vào những năm 1860; chân dung của August Strixner

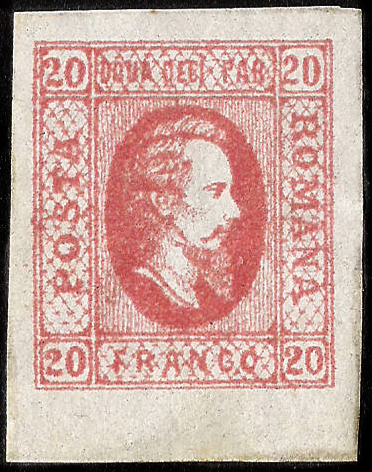
Tem bưu chính năm 1865

Cuza đã thất bại trong nỗ lực tạo ra một liên minh giữa những người chủ đất giàu có và một Thân vương thể hiện tinh thần tự do mạnh mẽ, cai trị như một nhà độc tài nhân từ theo phong cách của Hoàng đế Napoleon III. Phải dựa vào một nhóm quan chức được tuyển chọn kỹ lưỡng ngày càng ít đi, Cuza bắt đầu phải đối mặt với sự phản đối ngày càng tăng sau dự luật cải cách ruộng đất của mình, với những chủ đất tự do lên tiếng lo ngại về khả năng Thân vương đại diện cho lợi ích của họ. Cùng với tình trạng khó khăn về tài chính, còn có một vụ bê bối khó xử xoay quanh tình nhân của ông là Maria Catargiu-Obrenović, và sự bất mãn của người dân lên đến đỉnh điểm trong một cuộc đảo chính. Cuza bị buộc phải thoái vị bởi cái gọi là "Liên minh quái dị" của phe Bảo thủ và phe Tự do. Vào lúc 4 giờ sáng ngày 11 tháng 2 năm 1866, một nhóm âm mưu quân sự đã đột nhập vào cung điện và buộc Thân vương phải ký vào văn bản thoái vị. Vào ngày hôm sau, họ đã đưa ông rời Romania một cách an toàn.

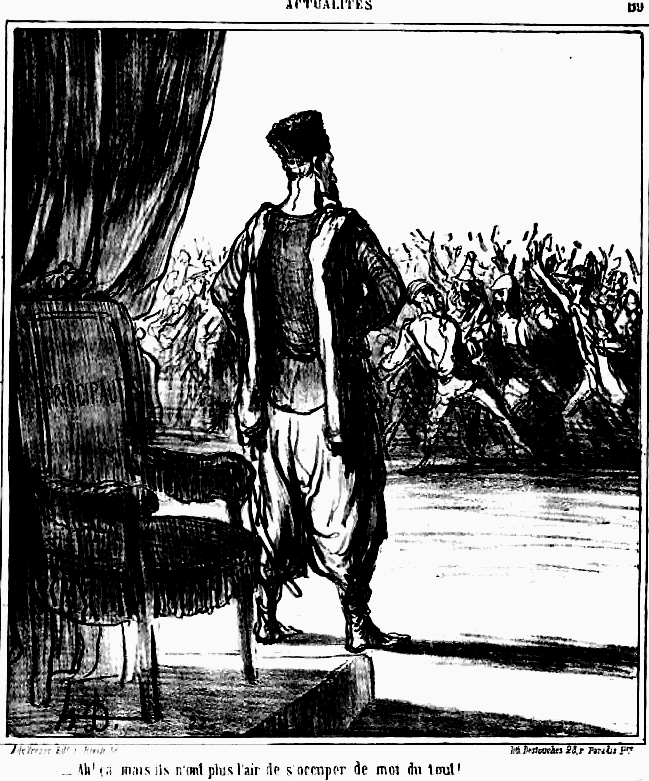
Một góc nhìn của người Pháp về tình hình sau khi Cuza bị lật đổ, biếm họa của Honoré Daumier trong Le Charivari (ngày 5 tháng 5 năm 1866). Một nhân vật tượng trưng cho Các thân vương quốc Danubian, nhìn các thế lực nước ngoài được giao nhiệm vụ giám sát anh ta cãi vã: "Ôi trời! Có vẻ như họ không còn chăm sóc tôi nữa!"

Người kế nhiệm ông là Thân vương tử Karl xứ Hohenzollern-Sigmaringen, được tuyên bố là Thân vương với vương hiệu là Carol I của Romania vào ngày 20 tháng 4 năm 1866. Việc bầu một Thân vương nước ngoài có quan hệ với một vương tộc quan trọng sẽ giúp hợp pháp hóa nền độc lập của Romania (Carol đã giành lại độc lập hoàn toàn cho Romania sau Chiến tranh Nga–Thổ Nhĩ Kỳ (1877–1878)), là một trong những mục tiêu tự do trong cuộc cách mạng năm 1848.
Mặc dù Ion C. Brătianu và các nhà lãnh đạo tương lai khác của Đảng Tự do đã tham gia vào cuộc lật đổ Cuza, ông vẫn là một anh hùng đối với phe cấp tiến và cộng hòa, với tư cách là những người thân Pháp, có thêm một lý do để phản đối thân vương Phổ được bầu lên ngai vàng; các cuộc bạo loạn chống Carol ở Bucharest trong Chiến tranh Pháp-Phổ (xem Lịch sử Bucharest) và nỗ lực đảo chính được gọi là Cộng hòa Ploiești vào tháng 8 năm 1870, cuộc xung đột cuối cùng đã được giải quyết bằng sự thỏa hiệp giữa Brătianu và Carol, với sự xuất hiện của một nội các Tự do kéo dài và có ảnh hưởng.
Cuza đã dành phần đời còn lại của mình trong cảnh lưu vong, chủ yếu là ở Paris, Viên và Wiesbaden, cùng với vợ và hai con trai của ông. Ông qua đời tại Heidelberg vào ngày 15 tháng 5 năm 1873. Thi hài của ông được chôn cất tại tư dinh của ông ở Ruginoasa, nhưng đã được chuyển đến Nhà thờ Trei Ierarhi ở Iași sau Thế chiến II.